# Yusaku Ueno
Yusaku Ueno (上野 優作?, Ueno Yusaku; Prefettura di Tochigi, 1º novembre 1973) è un ex calciatore giapponese, di ruolo attaccante.